# Локачинська селищна територіальна громада
Локачинська селищна територіальна громада — територіальна громада в Україні, у Володимирському районі Волинської області. Адміністративний центр — селище Локачі.
Площа громади — 352,6 км², населення — 15 451 мешканець (2022).
Утворена 12 червня 2020 року, відповідно до розпорядження Кабінету Міністрів України № 708-р «Про визначення адміністративних центрів та затвердження територій територіальних громад Волинської області».
19 липня 2020 року, в результаті адміністративно-територіальної реформи та ліквідації  Локачинського району, громада увійшла до новоутвореного Володимир-Волинського району (від 18 липня 2022 Володимирського).

## Населені пункти
У складі громади 1 селище (Локачі) і 27 сіл:
- Бермешів
- Білопіль
- Бубнів
- Дорогиничі
- Залужне
- Замличі
- Защитів
- Заячиці
- Козлів
- Колпитів
- Конюхи
- Коритниця
- Кремеш
- Крухиничі
- Кути
- Линів
- Марковичі
- Міжгір'я
- Низькі Цевеличі
- Новий Загорів
- Привітне
- П'ятикори
- Роговичі
- Старий Загорів
- Твориничі
- Хорів
- Цевеличі